# Contea di Luntai
La contea di Luntai (轮台县S) o contea di Bügür è una contea della Cina, situata nella regione autonoma di Xinjiang e amministrata dalla prefettura autonoma mongola di Bayin'gholin.